# Księstwo brzeskie
Księstwo brzeskie (cz. Břežské knížectví, niem. Herzogtum Brieg) – historyczne piastowskie księstwo dzielnicowe na Dolnym Śląsku ze stolicą w Brzegu, powstałe w końcowym okresie rozbicia dzielnicowego w Polsce, zlokalizowane w ówczesnej (i obecnej) południowo-zachodniej Polsce. Zostało utworzone w 1311 poprzez wydzielenie z księstwa legnickiego na jego dotychczasowych wschodnich ziemiach. Przez cały okres istnienia pozostawało pod władzą dynastii Piastów.
Trudne położenie polityczne zmusiło w 1329 r. książąt do hołdu Czechom. W historii dochodziło do częstych podziałów i reunifikacji wspólnoty ziem brzeskiej i legnickiej.
Samodzielne księstwo brzeskie kontynuowane potem jako księstwo legnicko-wołowsko-brzeskie przestało istnieć wraz ze śmiercią ostatniego Piasta, księcia Jerzego IV Wilhelma w 1675 r. Było to ostatnie samodzielne księstwo na Śląsku.

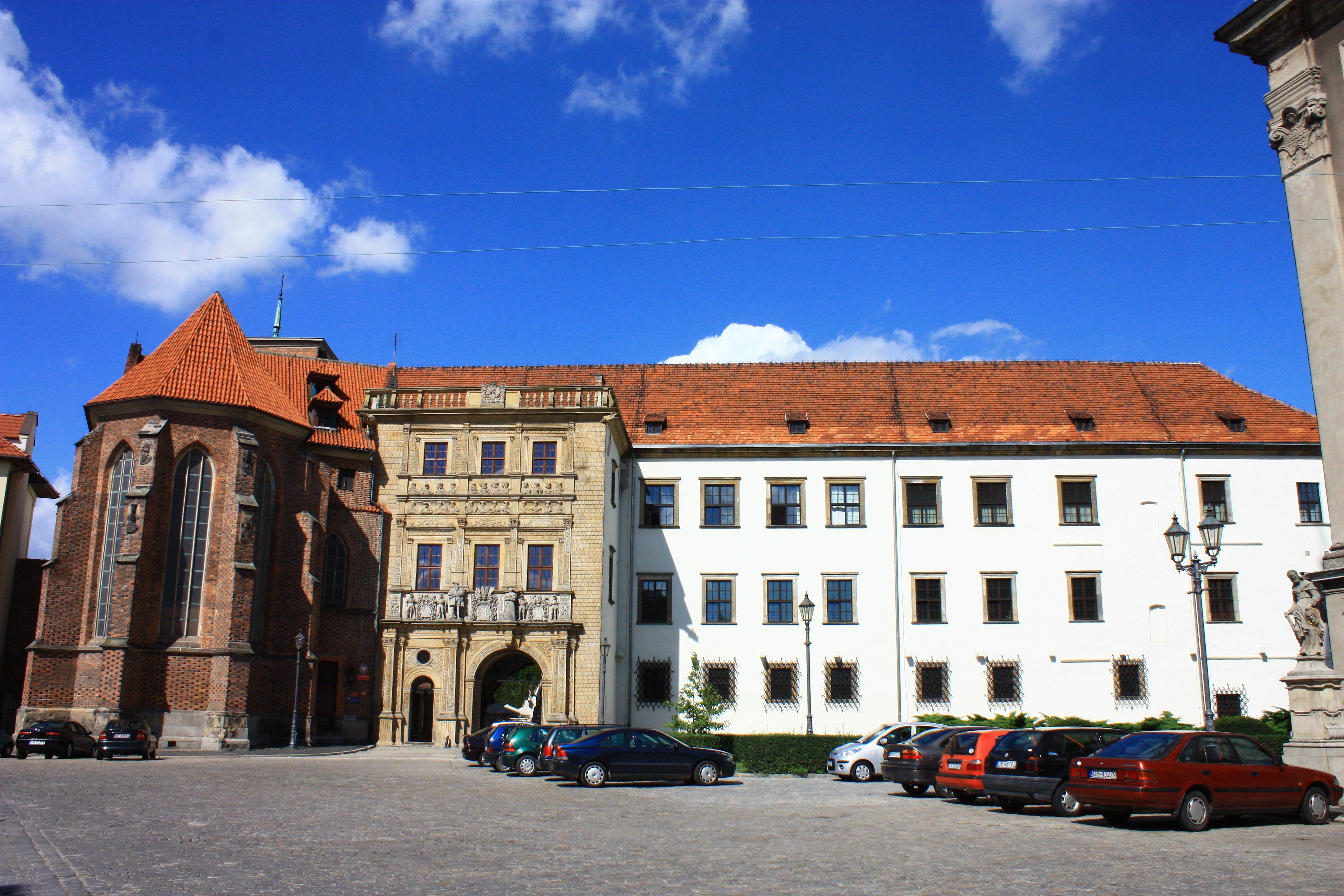
Zamek Piastów Śląskich w Brzegu, sięgający XIII wieku